# اس‌تی سرویا
اس‌تی سرویا (به انگلیسی: ST Cervia) یک کشتی بود که طول آن ۱۱۲ فوت ۸ اینچ (۳۴٫۳۴ متر) بود. این کشتی در سال ۱۹۴۶ ساخته شد.